# Аэропорт малых воздушных линий (Хабаровск)
Хабаровский аэропорт малых воздушных линий (МВЛ) — местный аэропорт, расположен в городе Хабаровске, в непосредственной близости от Авиагородка и аэропорта «Новый». Длина взлётно-посадочной полосы 970 метров.
С 1945 года — первый городской гражданский аэродром для приёма сухопутных колёсных самолётов.

## Принимаемые типыВС
Самолеты 4 класса, вертолеты всех типов.

## Показатели деятельности
| год        | 2014 | 2015 | 2016 | 2017 | 2018 | 2019 |
| пассажиров | 9411 | 4204 | 4174 | 6313 | 2839 | 61   |
| Источники: |      |      |      |      |      |      |

## Маршрутная сеть
По данным расписания на 2014 год авиакомпания «Восток» (прекратила деятельность в 2019 году) осуществляла из данного аэропорта регулярные перелёты в
- Аян
- Чумикан
- Херпучи
- Новокуровка — Победа (только в апреле)

В 2013 году также были рейсы в
- Нелькан
- Богородское
- Село имени Полины Осипенко

Рейсы осуществлялись на самолетах Ан-28 и вертолётах Ми-8Т.